# Mario Bakary
Mario Bakary (ur. 21 lipca 1988 w Antsirananie) – madagaskarski piłkarz grający na pozycji lewego obrońcy. Od 2021 jest zawodnikiem klubu FC Riom.

## Kariera klubowa
Do 2015 roku Bakary grał w klubie AS Saint Michel. W latach 2016–2018 występował w Fosa Juniors FC. W sezonie 2017 zdobył z nim Puchar Madagaskaru, a 2018 roku został wicemistrzem tego kraju. W 2019 roku występował w reuniońskim La Tamponnaise. W 2019 roku wyjechał do Francji i został piłkarzem FC Fleury-Mérogis. W 2021 przeszedł do FC Riom.

## Kariera reprezentacyjna
W reprezentacji Madagaskaru Bakary zadebiutował 3 września 2016 w zremisowanym 1:1 meczu kwalifikacji do Pucharu Narodów Afryki 2017 z Angolą, rozegranym w Luandzie. Od 2016 do 2018 wystąpił w kadrze narodowej 13 razy.